# Big City (1937)
Big City is een Amerikaanse dramafilm uit 1937 onder regie van Frank Borzage. De film is gebaseerd op het gelijknamige boek uit 1899 van Emma Orczy.

## Verhaal
Joe Benton is een man uit New York die samenwoont met zijn uit Rusland afkomstige vrouw Anna. Hoewel ze elkaar constant plagen, leiden ze een succesvol huwelijk. Samen met Anna's broer Paul Roya, werkt Joe als onafhankelijke taxichauffeur. Ze zien de grote taxiketen Comet Cab Company dan ook als hun grote concurrent. Wanneer Paul op een dag wordt toegetakeld door enkele chauffeurs die werken voor Comet Cab Company, besluit hij als spion te werken om het bedrijf te infiltreren. Bazen van Comet Cab Company, proberen een oorlog tussen hen en de onafhankelijke taxibedrijven te voorkomen en huren Beecher in om vrede te houden. Beecher raakt bevriend met Buddy, een vriend van Joe en Paul.
Op de regenachtige avond van haar verjaardag, vraagt de zwangere Anna aan Bud of hij een regenjas naar Joe wil brengen. Eenmaal onderweg, wordt Bud bij Joe en Anna's garage geconfronteerd door Beecher, die het daarvandaan voor hem overneemt. Ondertussen komt er een bewaker langs, die een bom opmerkt in de garage. Omdat Paul er op dat moment is, denkt de agent dat hij een bomaanslag wil plegen en schiet hem dood. Bud is gechoqueerd en Anna krijgt later de schuld voor medeplichtigheid aan het plaatsen van een bom. Advocaat Gilbert gelooft dat ze er niets mee te maken heeft, maar voorspelt dat Beecher dit incident zal gebruiken voor zijn eigen politieke advances.
Om die reden wordt er besloten dat Anna het beste het land kan verlaten. Enkele mensen die werken voor de overheid, proberen haar mee te nemen op de dag van Pauls begrafenis. Ze weigert echter mee te gaan en weet, met behulp van haar vrienden te vluchten. Om zo lang mogelijk uit de handen van de autoriteiten te blijven, houdt ze zich voor korte periodes schuil bij verschillende adressen. Gilbert biedt amnestie aan de taxichauffeur die haar overhandigt aan de politie. Iedereen blijft echter trouw aan hun vriendschap met Anna en verraden haar niet. Enkele detectives volgen Joe echter als hij op weg is naar het huis van Jim en Sophie Sloane, waar Anna zich op dat moment schuilhoudt.
Hoewel de detectives Anna niet kunnen vinden, hebben ze inmiddels bewijs dat aantoont dat ze wel in het huis van Sloane is geweest. Voor Gilbert is de maat vol en laat alle onafhankelijke taxichauffeurs arresteren. Anna wil niet dat al haar vrienden worden gestraft en bezoekt de burgemeester om hem te vragen of het amnestie-aanbod nog geldig is. Ze geeft hem het adres waar ze verblijft en wacht op autoriteiten om haar op te pakken. Ze wordt uiteindelijk op de boot naar Europa gezet. Joe kan nooit zonder haar leven en belooft haar dat hij haar daar zal ontmoeten, maar Anna wil dat hij in Amerika blijft.
Joe en zijn vriend Mike Edwards komen niet veel later Bud tegen en realiseren dat hij zwijggeld heeft gekregen over de bomaanslag. Ze nemen hem mee naar de burgemeester en dwingen hem de waarheid op te biechten. Anna wordt hierna bevrijd uit het schip en breekt haar verliezen. Er wordt met spoed een ambulance gebracht en Anna bevalt van haar kind. Ondertussen is er een rel uitgebroken tussen Comet Cab Company en de onafhankelijke chauffeurs. De onafhankelijke chauffeurs krijgen alle steun van de burgemeester en burgers, waardoor ze de strijd winnen.

## Rolverdeling
| Acteur           | Personage           |
| ---------------- | ------------------- |
| Luise Rainer     | Anna Benton         |
| Spencer Tracy    | Joe Benton          |
| Charley Grapewin | Burgemeester Robert |
| Janet Beecher    | Sophie Sloane       |
| Eddie Quillan    | Mike Edwards        |
| Victor Varconi   | Paul Roya           |
| Oscar O'Shea     | John C. Andrews     |
| Helen Troy       | Lola Johnson        |
| William Demarest | Meneer Beecher      |
| John Arledge     | Buddy 'Bud'         |
| Irving Bacon     | Jim Sloane          |